# Military Assistance Command, Vietnam
Le Military Assistance Command, Vietnam (Commandement pour l'Assistance Militaire au Vietnam, abrégé MACV ou mack vee), était une structure de commandement unifiée pour toutes les forces militaires américaines du Sud-Vietnam pendant la guerre du Viêt Nam.

## Histoire
Le MACV fut créé le 8 février 1962, en réponse à l'augmentation de l'assistance militaire des États-Unis envers la république du Viêt Nam. Il fut mis en place pour assister le Military Assistance Advisory Group (MAAG) Vietnam, chargé du contrôle de tous les efforts d'assistance et de conseil au Vietnam, puis, à la suite d'une réorganisation du 15 mai 1964, absorba ce dernier, quand le déploiement d'unités de combat devint trop important pour être géré par le MAAG.
Le premier commandant en chef du MACV fut le général Paul D. Harkins, qui était aussi le commandant du MAAG Vietnam, et qui à la suite de la réorganisation, fut remplacé par le général William Westmoreland en juin 1964, puis par le général Creighton Abrams (en juillet 1968) et enfin par le général Frederick C. Weyand (en juin 1972).
À la suite de la signature des Accords de paix de Paris, toutes les forces américaines et de pays tiers devaient s'être retirées dans les 60 jours suivant le cessez-le-feu. Le MACV fut donc dissous le 29 mars 1973.

## Commandements composants le MACV
Liste des principaux commandements qui composaient le MACV :
- United States Army Vietnam (en) (USARV) ;
- Naval Forces Vietnam (NAVFORV) ;
- Seventh Air Force (7AF) ;
- III Marine Amphibious Force (III MAF) ;
- I Field Force, Vietnam (en) (I FFV) ;
- II Field Force, Vietnam (en) (II FFV) ;
- 24e corps d'armée ;
- 5th Special Forces Group (en) ;
- Civil Operations and Rural Development Support (en) (CORDS) ;
- Studies and Observations Group sous le discret "Haut commandement" unifié (Joint Chiefs of Staff & Commander in Chief).

## Bureau de l'Attaché à la Défense
Le Bureau de l'Attaché à la Défense (Defence Attaché Office ou DAO) à Saïgon était organisé selon les besoins établis par le Comité des chefs d’États-majors interarmées, le CINCPAC et le MACV. Il fut mis en place le 28 janvier 1973.
Le DAO Saïgon était une organisation unique. Il assumait les fonctions d'un attaché à la défense, dirigeait les affaires militaires américaines au Vietnam après le cessez-le-feu (incluant les programmes pour le support des forces armées sud-vietnamiennes), administrait les marchés en support de l'Armée de la République du Viêt Nam (ARVN), et fournissait un soutien logistique pour les américains restants au Vietnam après le cessez-le-feu. En plus du support à l'ARVN, il remontait les problèmes opérationnels, comme une violation du cessez-le-feu, et remontait des renseignements à partir desquels les décisions concernant le programme d'assistance militaire (Military Assistance Program) pouvaient se baser.
Le DAO occupait les bureaux mis à sa disposition par le MACV mitoyen, à l'aéroport de Tan Son Nhut, et la plupart de ses employés et officiels effectuaient leur travail depuis ces bureaux. De petits espaces de bureaux furent loués à Da Nang, Pleiku, Qui Nhon, Nha Trang, Bien Hoa, Long Binh, Nha Be, Dong Tam, Binh Thuy, et Can Tho.
Pour mener à bien leurs traditionnelles missions de représentations et de collecte d'informations d'attachés militaires, cinq attachés professionnels (deux de l'infanterie, deux de l'aviation, et un de la marine) furent assignés au DAO, avec des bureaux à l'ambassade américaine de Saïgon. Le membre le plus expérimenté du groupe était l'assistant de l'attaché à la défense, un colonel de l'infanterie, qui rapportait à la Defense Intelligence Agency à Washington par des canaux privilégiés. Les attachés faisaient de fréquentes visites sur le terrain où ils observaient les unités et les activités de l'ARVN et les rapportaient ensuite à l'attaché à la défense à Washington.
L'élément le plus développé au sein de la Division des Opérations et des Plans, était la branche du renseignement. Le chef de cette branche était responsable des activités de renseignement militaire américain dans la République du Vietnam. Il relevait directement de l'ambassadeur et, l'attaché à la défense, en coordination avec les agences de renseignement de l'ARVN et autres activités de renseignement des États-Unis au Sud-Vietnam, rapportait simultanément la plupart des problèmes à l'USSAG, au CINCPAC, ainsi qu'à la Defense Intelligence Agency (DIA).
La Division des Communications et de l'Électronique, avait des missions qui, comme celles de la Division des Opérations et des Plans, incluaient le soutien des activités militaires américaines ainsi que la continuité de l'assistance militaire à l'ARVN. Cette division a supervisé un contrat qui prévoyait la gestion des communications du DAO, de l'ambassade américaine et d'autres agences américaines. Elle fournissait aussi un support technique, via des entrepreneurs, aux systèmes de communication militaire de l'ARVN. Enfin, elle fournissait aussi assistance et liaison à l'état-major interarmées de l'ARVN ainsi qu'au département des communications militaires sud-vietnamien.
Trois divisions au sein de la DAO dirigeait les programmes complexes d'assistance militaire pour les armées sud-vietnamiennes: les divisions d'infanterie, d'aviation et de marine.
Malgré ses larges responsabilités, le DAO n'employait que 50 militaires et 1 200 civils. Il fut aussi prévu de planifier une réduction rapide de sa taille puis une dissolution, dans l'année à venir. Pour accomplir ses missions lors de la planification de la suppression progressive, le DAO dut employer des entrepreneurs pour accomplir beaucoup de ses fonctions. Les contrats, cependant, devaient également être réduits en nombre et en ampleur tout au long de l'année. Quand le DAO Saïgon devint opérationnel pour le démantèlement du MACV, pas moins de 383 contrats séparés étaient enregistrés avec une valeur totale de 255 millions de dollars. Plus de 23 000 personnes étaient employées par des entrepreneurs au Sud-Vietnam, dont plus de 5 000 étaient américains, 16 000 étaient vietnamiens, et le reste provenaient de pays tiers. Au milieu de l'année 1973, le chiffre fut réduit de moitié. Plus de la moitié des américains employés furent enrôlés dans des programmes d'entrainement de l'ARVN. Dans ce nombre, plus de la moitié furent assignés à la maintenance des avions, un autre groupe dans les communications et l'électronique, et le reste travaillait dans des domaines techniques allant de la réparation des véhicules, à la révision et l'entretien des navires. D'ailleurs, beaucoup d'employés sous contrat étaient situés dans la région de Saïgon, des groupes étaient sur les bases aériennes de Da Nang, dans la région militaire 2 à Pleiku, Phu Cat, PhanRang, et à Binh Thuy, sur la base militaire aérienne près de Can Tho dans la zone militaire 4.
L'accord sur le cessez-le-feu au Vietnam signa la fin de l'effort de conseil américain. Les hauts fonctionnaires du DAO s’abstinrent d'offrir du conseil opérationnel aux Vietnamiens avec qui ils avaient travaillé intimement et continuellement. L'assistance technique fournie par les militaires et les fonctionnaires du DAO ainsi que par les entrepreneurs était essentielle pour la modernisation et l'expansion de l'ARVN, mais les militaires sud-vietnamiens n'auraient plus de conseil sur les opérations militaires, les tactiques ou les techniques d'utilisation.

## Officiers ayant servi comme attaché à la Défense, au sud-Vietnam
1. Général John E. Murray : de janvier 1973 à août 1974
2. Général Homer D. Smith : d'août 1974 à avril 1975

## Quartier-général du MACV/siège du DAO
Le quartier-général du MACV était à l'origine situé au 137 rue Pasteur (10° 46′ 58,25″ N, 106° 41′ 35,94″ E) dans le centre de Saïgon.
Comme la présence militaire au sud-Vietnam allait en augmentant, le MACV dut rapidement agrandir ses quartiers et, le 2 juillet 1966, la construction d'une nouvelle installation (10° 48′ 45,62″ N, 106° 39′ 57,49″ E) adjacente à l'aéroport Tan Son Nhut et à l'état-major interarmées de l'ARVN débuta. À cause de la taille de cette construction, le nouveau quartier-général fut appelé le Pentagone de l'Est.
À la suite de la fermeture du MACV et de la mise en place du DAO, le quartier-général du MACV devint le siège du DAO.

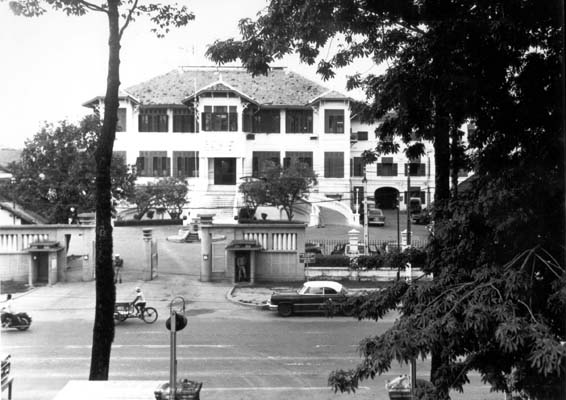
QG originel du MACV
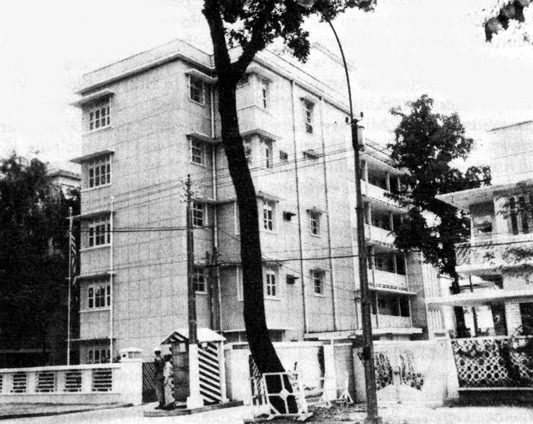
Entrée du QG originel du MACV, 137 rue Pasteur à Saïgon
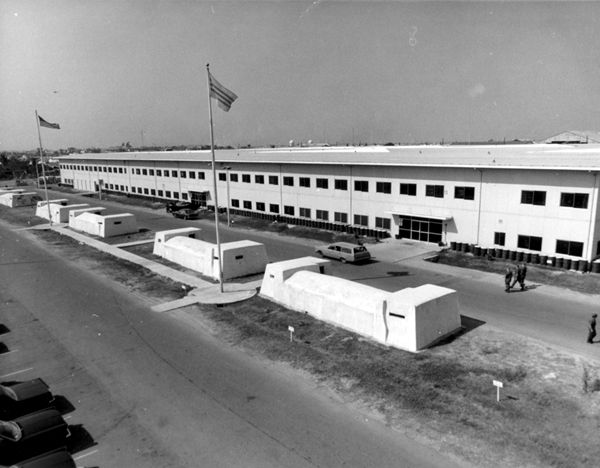
Quartier-général du MACV ("Pentagone de l'Est") à Tan Son Nhut en 1969

## La chute de Saïgon et l'opérationFrequent Wind
Les deux points principaux d'évacuation choisis pour l'opération Frequent Wind étaient le siège du DAO, pour les civils américains et vietnamiens évacués, et l'ambassade américaine de Saïgon pour le personnel de l'ambassade.
À 3 h 30 le 29 avril 1975, une roquette de l'APVN frappa le poste de garde no 1 du siège du DAO, tuant instantanément un caporal des Marines, dernière perte humaine américaine au Vietnam.[réf. souhaitée]
À 13 h 50, deux hélicoptères UH-1 Huey transportant le général Carey et le colonel Gray (commandant le Regimental landing Team no 4 (RLT4)) se posèrent au siège du DAO. Pendant leur approche, ils purent avoir un aperçu de la puissance de feu de l'APVN qui bombarda à proximité de l'aéroport Tan Son Nhut avec des roquettes et des tirs d'artillerie. Ils établirent rapidement un poste de commandement éphémère, en préparation de l'arrivée des CH-53 des Marines et de la force de sécurité au sol.

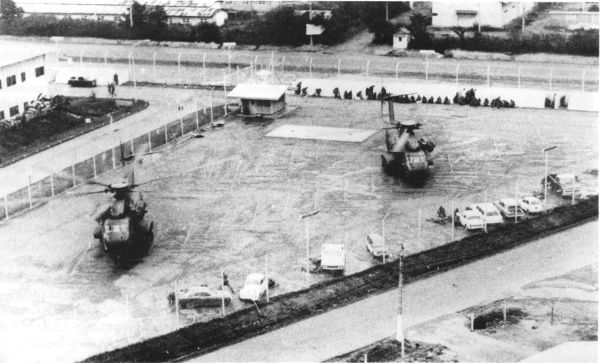
2 hélicoptères CH-53 des Marines posés dans l'enceinte

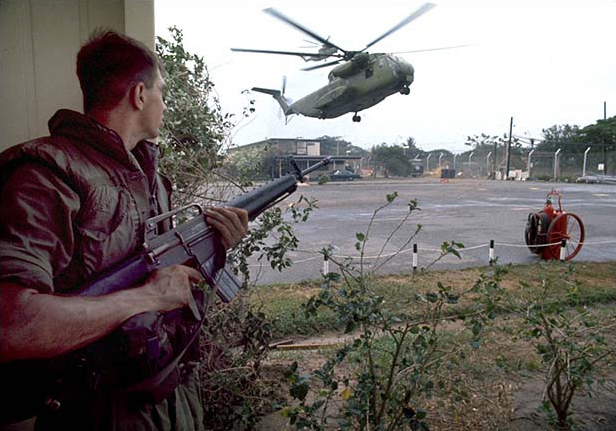
Un Marine surveille l'atterrissage d'un CH-53

À 15 h 06, une première vague de 12 hélicoptères CH-53 du régiment HMH-462 avec à leurs bords les groupes de commandement "Alpha" et "Bravo du BLT 2/4, la Compagnie F et des renforts de la Compagnie H, arrivèrent dans l'enceinte du DAO, et les Marines se mirent rapidement en place pour renforcer le périmètre de défense. La seconde vague de 12 hélicoptères CH-53 du régiment HMH-463 se posa dans l'enceinte du DAO à 15 h 15 amenant le reste de la BLT. Une troisième vague de deux hélicoptères CH-53 du HMH-463 et 8 de l'US Air Force ainsi que 2 hélicoptères HH-53 aussi de l'Air Force (opérants du USS Midway) arriva rapidement.
Le groupe de commandement "Alpha", doté de deux compagnies de fusiliers, et du peloton de mortier de 81 mm, fut déployé autour du bâtiment du quartier-général du DAO (Alamo) et sur les zones d'atterrissage attenantes. Les compagnies E et F occupaient respectivement les sections Nord et Sud du QG et des annexes. Le groupe "Bravo", composé de deux compagnies de fusiliers et du peloton de canon sans-recul de 106 mm, assurèrent la sécurité de l'annexe du DAO et ses zones d'atterrissage attenantes. La compagnie G occupait la section Est de l'annexe, pendant que la compagnie H assurait le contrôle de la section Ouest.
Les hélicoptères du HMH-462 firent grimper les évacués et décollèrent pour déposer les premiers réfugiés délivrés par l'opération Frequent Wind à 15 h 40.
À environ 17 h 30, le général Carey ordonna l'extraction du 3e peloton, la Compagnie C du BLT 1-9, qui avait été déposée dans l'enceinte du DAO le 25 avril, afin d'assister les Marines chargés de la protection des sites américains, la Marine Security Guard.
Entre 19 h 00 et 21 h 00, le général Carey transféra 3 pelotons (130 hommes) du BLT 2/4 à l'ambassade américaine, afin de fournir une sécurité et une assistance supplémentaire aux personnes présentes à l'intérieur.
À 19 h 30, le général Carey dirigea le repli des derniers éléments restants en poste à l'annexe, vers le quartier-général du DAO (Alamo), où les derniers évacués attendaient leur vol. Une fois ceci fait, le nouveau périmètre de défense comprenait seulement la zone d'atterrissage 36 et "Alamo". Vers 20 h 30 les derniers évacués étaient à bord des hélicoptères.
À 22 h 50, une fois l'évacuation des équipes de contrôle de la zone d'atterrissage de l'annexe et d'"Alamo" terminée, le général Carey ordonna le retrait des forces de sécurité au sol du siège du DAO.
À 00 h 30 le 30 avril, des grenades incendiaires placées dans les bâtiments sélectionnés furent mises à feu au moment où les deux derniers hélicoptères CH-53 quittaient le parking du DAO, emportant avec eux les derniers éléments du 2nd Battalion 4th Marines.

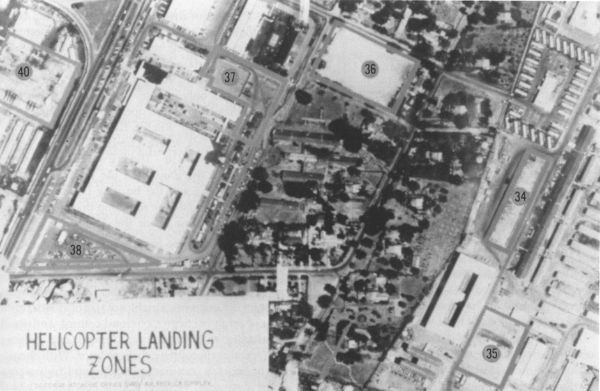
Photo aérienne avec indication des zones d'atterrissage (LZ, landing zones)
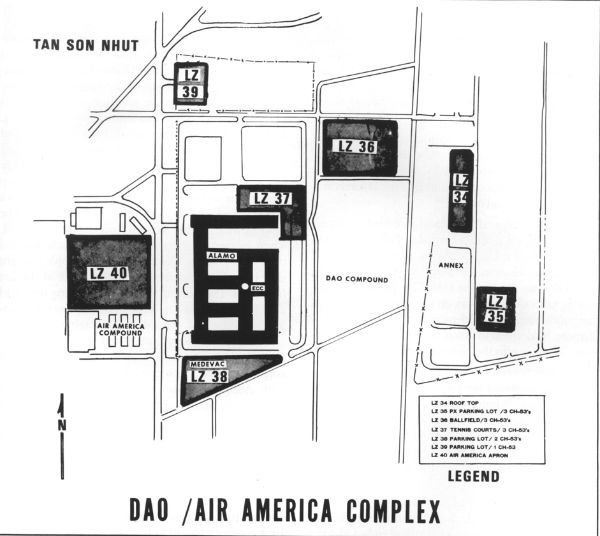
Carte du complexe avec indication des zones d'atterrissage (LZ)
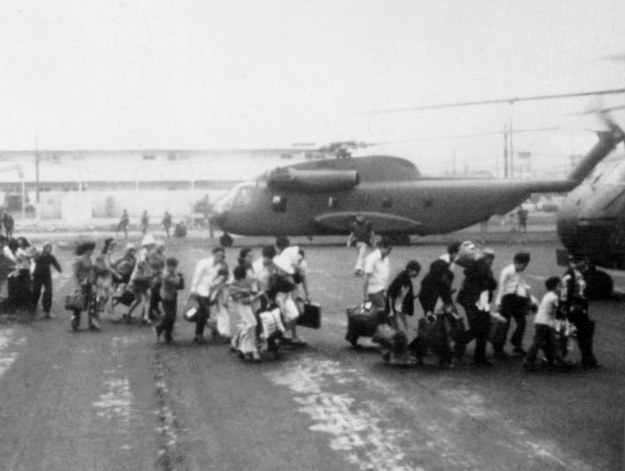
Des réfugiés vietnamiens montent à bord d'un CH-53
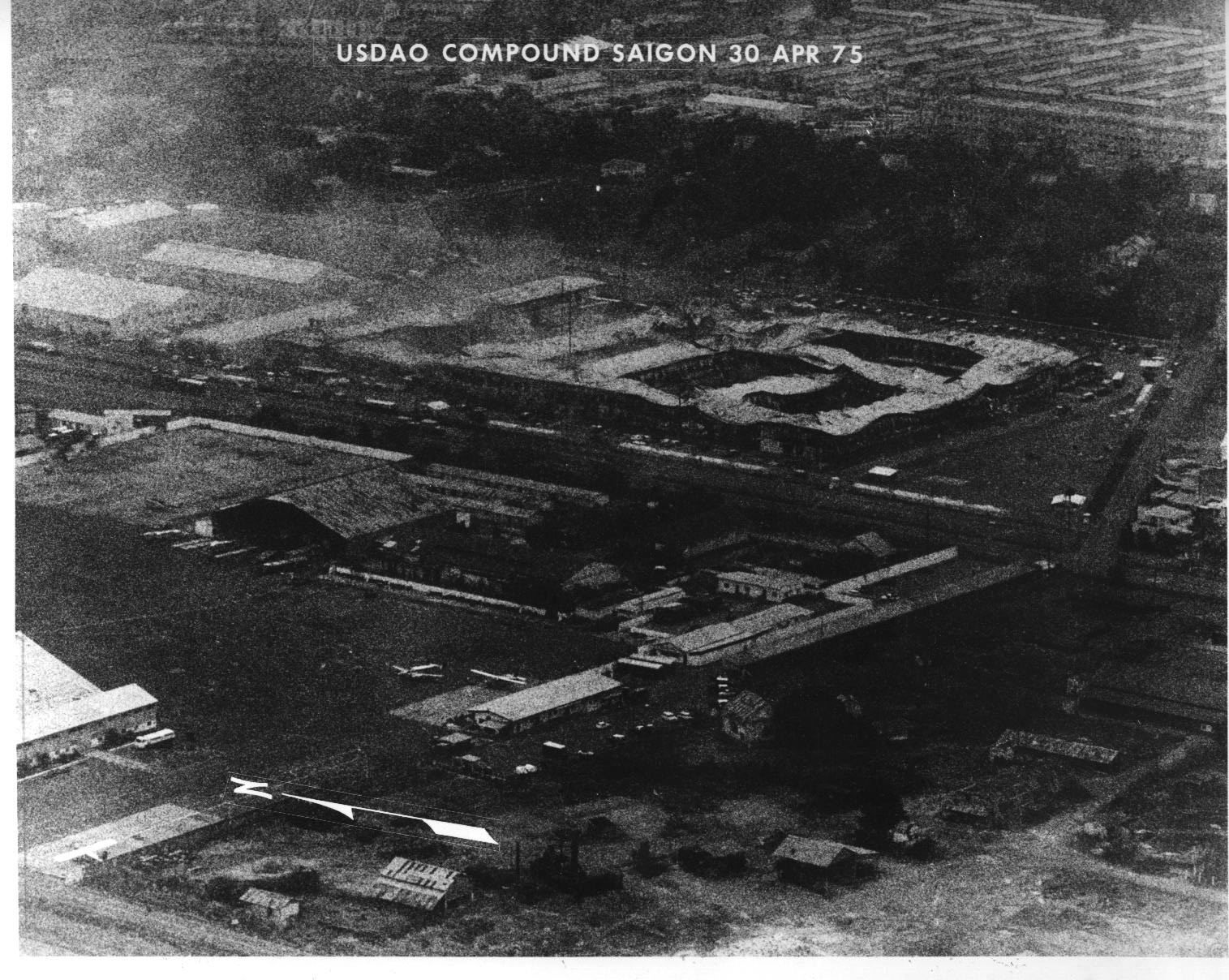
Photo aérienne du complexe détruit prise le 30 avril 1975